# Jacques Foix
Jacques Foix (ur. 26 listopada 1930 w Mont-de-Marsan, zm. 14 czerwca 2017 w Dax) – francuski piłkarz, występujący na pozycji napastnika.
W reprezentacji Francji zadebiutował 17 grudnia 1953 w spotkaniu z Luksemburgiem (8-0). Łącznie do 1956 roku rozegrał w niej 7 meczów i strzelił 3 gole.

## Sukcesy piłkarskie
- Mistrzostwo Francji (1959, 1964)